# Jorge Rojas Rodríguez
Jorge Enrique Rojas Rodríguez (Pereira) es un politólogo, diplomático, periodista, profesor y defensor de los derechos humanos colombiano. Fue director general del Departamento Administrativo de la Presidencia de la República, entre enero y febrero de 2025; en el gobierno de Gustavo Petro.

## Trayectoria
Fue secretario de integración social durante la administración local de Gustavo Petro como alcalde mayor de Bogotá y posteriormente fungió como jefe de prensa de la Gobernación de Córdoba.
Sirvió como embajador de Colombia en Bélgica de 2022 a 2023 y como Viceministro de Asuntos Exteriores de Colombia de 2024 a 2025.